# Гебремедхин, Авет
Авет Гебремедхин (англ. Awet Gebremedhin, род. 5 февраля 1992, Kakebda, провинция Ансэба) — эритрейский шоссейный велогонщик.
эритрейский шоссейный велогонщик, который также получил шведское гражданство в 2017 году. Выступаетботает по эритрейской лицензии.

## Карьера

### Детство и начало
Авет Гебремедин родился 5 февраля 1992 года в Какебде, небольшом городке, расположенном на юге Эритреи. Он из скромной семьи, старший из девяти детей. Авет провёл довольно трудное детство, отмеченное тяжёлыми условиями жизни и, в частности, двухлетней засухой, когда семья столкнулась с трудностями в обеспечении себя, несмотря на скот и сельское хозяйство. В то же время он получил свой первый велосипед в возрасте 12 лет, на котором он регулярно проезжал 15 километров, чтобы добираться от школы до дома. Он принял участие в своей первой велогонке в 2007 году в Дебарве, которую выиграл. В течение года он выиграл ещё четыре гонки.
В 2011 году принял участие в своей первой европейской гонке. Её стала Тоскана — Терра ди чиклисимо в рамках Кубка наций до 23 лет UCI. У него появилась возможность стать профессионалом, федерация его страны не дала ему такой возможности.
В 2013 году занял второе место на Фенкил Норд Ред Сиа, затем шестое на Туре Эритреи. В результате хороших результатов получил возможность выступить в сентябре на чемпионате мира во Флоренции в категории U23, но не смог завершить гонку, сойдя с неё. После чемпионата мира отказался возвращаться домой, сбежал из отеля в котором располагался, и решил поехать в Швецию. Страна приветствовала многих своих соотечественников и часто становится примером щедрости её миграционной политики. Однако его прошение о предоставлении убежища было отклонено, и он 18 месяцев жил нелегально. Повторное прошение о предоставлении убежища было удовлетворено 6 ноября 2015 года.
После двухлетнего перерыва возобновил соревнования в 2016 году в нидерландской команде Marco Polo, состоящей исключительно из велогонщиков-беженцев. Он добился своего основного результата на испанской гонке Вуэльта Кантабрии, где занял шестое место. Как натурализованный швед, в феврале 2017 года он присоединился к новой континентальной команде Kuwait-Cartucho.es, одним из лидеров которой был Давиде Ребеллин. Первой гонкой в её составе стал Тур дю От-Вар. На Вуэльте Мадрида в мае сумел занять шестнадцатое место. Однако в конце сезона 2017 команда прекратила своё существование и он остался без контракта.

### Israel Cycling Academy
В 2018 году он присоединился к проконтинентальной команде Israel Cycling Academy, заменив турецкого гонщика Ахмета Эркена. Последний был вынужден немедленно покинуть команду в результате заявления турецкого правительства сделанного после того, как Дональд Трамп признал Иерусалим столицей Израиля, что вызвало гнев мусульманского мира.
Во время своего второго сезона в израильской команде он был выбран для участия в своём первом Гранд-туре — Джиро д’Италия. Там у него был сложный старт, он дважды упал на втором этапе и финишировал спустя более 26 минут позади победителя этапа Паскаля Аккермана. В итоге ему удалось финишировать на 128-м месте в генеральной классификации.
В 2020 году команда сменила название на Israel Start-Up Nation, а Авет присоединится к её резервной команде Israel Cycling Academy. В марте он выступил на Туре Руанды. В ноябре, когда он вернулся на родину в межсезонье, в эфиопском регионе Тыграй разгорелся конфликт, и власти объявили чрезвычайное положение.

## Достижения
2013
2-й на Фенкил Норд Ред Сиа

## Статистика выступлений
| Гранд-туры      |      |
| Гонка           | 2019 |
| Джиро д'Италия  | 128  |
| Тур де Франс    | —    |
| Вуэльта Испании | —    |

## Рейтинги
| Год                 | 2013 | 2014 | 2015 | 2016 | 2017   | 2018   | 2019   | 2020  |
| ------------------- | ---- | ---- | ---- | ---- | ------ | ------ | ------ | ----- |
| Мировой рейтинг UCI |      |      |      | -    | 2708-й | 1851-й | 1711-й | 939-й |
| Европейский тур UCI | -    | -    | -    | -    | 1668-й | 1220-й |        |       |
| Африканский тур UCI | 43-й | -    | -    | -    | -      | -      | 100-й  | 33-й  |
|                     |      |      |      |      |        |        |        |       |
| Источник: UCI       |      |      |      |      |        |        |        |       |